# Lijst van breakcore-artiesten
Dit is een lijst met breakcoreartiesten die een artikel hebben op de Nederlandstalige Wikipedia.

## A
- Aphex Twin
- Atari Teenage Riot

## B
- Bong-Ra

## C
- Cardopusher

## D
- Donna Summer, zie Jason Forrest
- Doormouse

## E
- Enduser

## F
- FFF

## G
- Gautier Serre

## J
- Jason Forrest aka DonnaSummer
- Julien Caraz

## M
- µ-ziq

## N
- Nasenbluten

## P
- Panacea

## R
- Rotator

## S
- Squarepusher

## T
- Terror

## V
- Venetian Snares

## X
- Xanopticon